# Hansjörg Auer
Hansjörg Auer (18. února 1984 Zams – 16. dubna 2019 Národní park Banff) byl rakouský horolezec.

## Život
Narodil se v tyrolském Zamsu. Absolvoval řadu sólových výstupů v Alpách (v roce 2007 přelezl stylem free-solo cestu „Přes rybu“ na Marmoladu, autoři Koller-Šustr, 1981, VII A1, později přehodnoceno na VII+ A4, volně cca 9- UIAA). Později se soustředil na výstupy na sedmitisícové vrcholy v Himálaji a Karákóramu. V roce 2015 absolvoval prvovýstup jižní stěnou na Nilgiri Himal. V následujícím roce vystoupil západní stěnou na Lupghar Sar a jihozápadní stěnou na Kunjang Kiš East. V roce 2017 vydal autobiografickou knihu s názvem Südwand. V roce 2019 se účastnil spolu s dalším Rakušanem Davidem Lamou a Američanem Jessem Roskelleyem expedice na kanadskou horu Howse Peak. Dosáhli vrcholu, při sestupu však všichni zahynuli.